# Túpolev I-8
El Túpolev I-8 (también conocido como ANT-13) fue un interceptor experimental construido en la Unión Soviética a principios de los años 30 del siglo XX.

## Diseño y desarrollo
Fue el primer avión soviético en rebasar los 300 km/h en vuelo nivelado. El avión era un ejercicio de desarrollo del Polikárpov I-5, realizado por un grupo de ingenieros liderado por V. M. Rodionov, en el que cada uno de ellos destinaba 70 h de tiempo personal al proyecto.
El primer I-8 voló el 28 de octubre de 1930 con M. M. Gromov a los mandos. A pesar de sus prometedoras prestaciones, el avión no pasó de la fase de prototipo, ya que no había planes para adquirir el motor Curtiss V-1570, y no estaba disponible ningún modelo doméstico equivalente.

## Especificaciones (I-8)
Referencia datos: Istoriia konstruktskii samoletov v SSSR do 1938 g. (3 izd.), The Osprey Encyclopedia of Russian Aircraft 1975–1995, The Complete Book of Fighters

### Características generales
- Tripulación: Uno (piloto)
- Longitud: 6,7 m (22 ft)
- Envergadura: 9 m (29,6 ft)
- Superficie alar: 20,3 m² (218,5 ft²)
- Peso vacío: 960 kg (2115,8 lb)
- Peso cargado: 1424 kg (3138,5 lb)
- Planta motriz: 1× motor lineal V-12 refrigerado por líquido Curtiss V-1570 Conqueror.
  - Potencia: 466 kW (642 HP; 634 CV)
- Hélices: Bipala de paso fijo

### Rendimiento
- Velocidad máxima operativa (Vno): 303 km/h (188 MPH; 164 kt) a nivel del mar; 313 km/h a 3600 m (11 811 pies)
- Alcance: 440 km (238 nmi; 273 mi)
- Techo de vuelo: 8500 m (27 887 ft)
- Carga alar: 71 kg/m² (14,5 lb/ft²)
- Potencia/peso: 0,327 kW/kg (0,199 hp/lb)
- Velocidad de aterrizaje: 118 km/h
- Tiempo a altitud: 1000 m (3281 pies) en 1 min; 5000 m (16 404 pies) en 6 min, 42 s

### Armamento
- Ametralladoras: 

  - 2x PV-1 de 7,62 mm

## Aeronaves relacionadas

### Secuencias de designación
- Secuencia ANT-_ (interna de Túpolev): ← ANT-10 - ANT-11 - ANT-12 - ANT-13 - ANT-14 - ANT-16 - ANT-17 →
- Secuencia I-_ (Cazas soviéticos, 1923-1940): ← I-5 - I-6 - I-7 - I-8 - I-9 - I-10 - I-11 →